# Mormonia luctuosa
Mormonia luctuosa är en fjärilsart som beskrevs av George Duryea Hulst 1884. Mormonia luctuosa ingår i släktet Mormonia och familjen nattflyn. Inga underarter finns listade i Catalogue of Life.